# Antoine Gustave Droz
Antoine Gustave Droz (9. června 1832 Paříž – 22. října 1895 Paříž) byl francouzský spisovatel a malíř.

## Životopis
Narodil se v rodině Julese Droza (1804–1871) a Agathy Legrasové (1811–1871). Oženil se s Marií Tornezyovou (1837–1896).
Antoine Droz se vzdělával jako umělec a svá díla začal vystavovat v Paříži na Salonu v roce 1857. Série skečů pojednávající vesele o důvěrnostech rodinného života, publikovaná v časopise La Vie Parisienne a vydaná v knižní podobě jako Monsieur, Madame et Bébé (1866), získala okamžitý a velký úspěch. Publikace Entre Nous (1867) byla podobná a po ní následovaly některé psychologické romány: Le Cahier Bleu de Mlle Cibot (1868); Autour d'une Source (1869); Un Paquet de Lettres (1870); Babolain (1872); Les Étangs (1875); Une Femme Gênante (1875) a L'Enfant (1885). Jeho román Tristesses et Sourires (1884) byl delikátní analýzou jemností rodinného styku a jeho obtíží.
Gustave Droz viděl lásku v manželství jako klíč k lidskému štěstí.

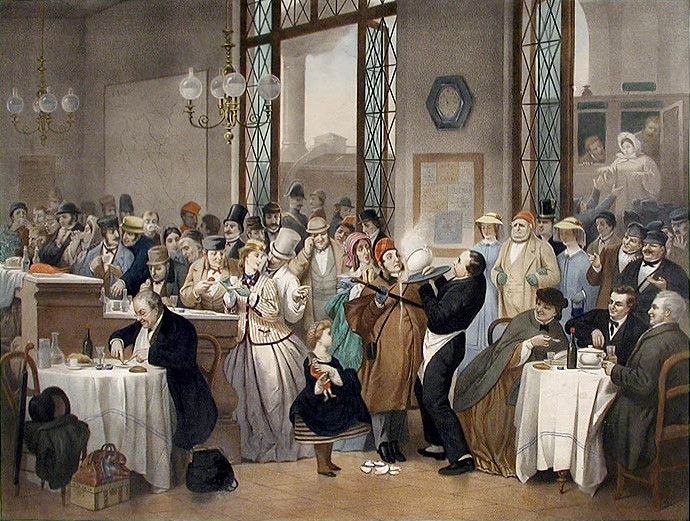
Antoine Gustave Droz: Buffet de chemin de fer

| „ | Vznešený a trochu plešatý manžel je v pořádku, ale mladý manžel, který vás miluje a pije z vaší sklenice bez obřadu, je lepší. Nechte ho, když vám trochu nařasí šaty a dá vám pusu na krk, když projde kolem. Nechte ho, pokud vás po plese svlékne, směje se jako blázen. Máte skvělé duchovní vlastnosti, to je pravda, ale ani vaše tělíčko není špatné a když člověk miluje, miluje úplně. Za těmito hloupostmi se skrývá štěstí. | “ |
| — Antoine Gustave Droz — McKay, John P.; et al. (2007). A History of Western Society, Volume 2: From Absolutism to Present. Macmillan. pp. 800, 802, 811. Retrieved August 12, 2013. | |   |

## Dílo
- Monsieur, Madame et Bébé – 1866
- Entre nous – 1867
- Le Cahier Bleu de Mlle Cibot – 1868
- Autour d'une Source – 1869
- Un Paquet de Lettres – 1870
- Babolain – 1872
- Les Étangs – 1875
- Une Femme Gênante – 1875
- Tristesses et Sourires – 1884
- L'Enfante – 1885

### V češtině
- Omeleta v lesích – přeložil Vlad. Rovinský; in: 1000 nejkrásnějších novel... č. 31. Praha: J. R. Vilímek, 1912

### Obrazy
- Buffet de chemin de fer – Chicago
- Sketch-of-a-cafe-concert-on-the-rue-madame – Philadelphia[1]